# Octopoteuthis danae
Octopoteuthis danae är en bläckfiskart som först beskrevs av Louis Joubin 1931.  Octopoteuthis danae ingår i släktet Octopoteuthis och familjen Octopoteuthidae. Inga underarter finns listade i Catalogue of Life.